# RBM10
RBM10（RNA-binding motif 10）はRBM10遺伝子にコードされたタンパク質。ヒトの遺伝子はX染色体上のXp11.23に位置する。RBM10は選択的スプライシングを調節する因子である。選択的スプライシングは転写後のpre-mRNAに作用して単一遺伝子から複数のタンパク質アイソフォームを生成する遺伝子発現の調節機構であり、細胞に機能的多様性と複雑性を作り出す。RBM10は多数の遺伝子の発現に組み込まれ、細胞増殖やアポトーシスなどさまざまな細胞過程に関与する。RBM10遺伝子の変異は、出生前後に多くが致死となるX連鎖型先天異常のTARP症候群を引き起こし、成人でのさまざまながんなどの疾病に関わる。

## 遺伝子とタンパク質
RBM10遺伝子の長さは約41.6 kb、24個のエクソンを含む。メスの細胞ではX染色体不活性化の制御を受け、2つの遺伝子のうちの1つがヘテロクロマチン形成によりその発現（転写）が抑制（サイレンシング）される。
RBMタンパク質はRNA結合タンパク質の大きなファミリーを成し、ヒトでは52種類のRBMタンパク質が同定されている。それぞれはRNA認識モチーフ（RNA recognition motif: RRM）と呼ばれるRNA結合ドメインを1つまたは複数含む。RBM10は2つのRRM（RRM1とRRM2）を含み、さらに2つのジンクフィンガー（ZnF）、オクタマーリピート（OCRE）、3つの核局在化シグナル（NLS）、グリシンリッチドメイン（Gパッチ）などのドメインから成る。RBM10のアミノ酸配列は哺乳類間で保存され、ヒトとマウスの配列はアイソフォーム1で96%が同一であり、RBM10の分子機能がヒトと齧歯類で本質的に同じであることが示唆される。
RBM10は一次転写産物に起こる選択的スプライシングにより複数のアイソフォームが作り出される。主要アイソフォームの1から4は、エクソン4のアミノ酸配列とエクソン10の最後のコドンのバリン残基の有無で異なる。アイソフォーム1（930残基）はエクソン4の配列とこのバリン残基を含む。アイソフォーム4（929残基）はこのバリンを含まない。アイソフォーム3（853残基）はエクソン4の配列を含まず、アイソフォーム2（852残基）はこのバリン残基をも含まない。アイソフォーム5（995残基）は、アイソフォーム1のN末端に65のアミノ酸残基が付加した形となる。

## 機能
RBM10は、ほぼすべての細胞種に、そして増殖中と静止期の双方の細胞に発現が見られ、一般に、転写の活発な細胞でより強く発現する。
選択的スプライシングの調節では、RBM10は標的pre-mRNAから成熟mRNAを生成する過程においてカセットエクソンまたは選択的エクソンと呼ばれる特定のエクソンのスキッピング（非取込み）反応に与る。また、低頻度ながら5'スプライス部位の選択やその他の選択的スプライシング反応に与ることがある。エクソンスキッピングの過程では、RBM10はカセットエクソン両端の3'スプライス部位と5'スプライス部位に近接して結合し、これらスプライス部位のそれぞれの対合とスプライシング複合体による認識を妨げてカセットエクソンから離れたスプライス部位の対合を促進する。その結果、カセットエクソンは隣接する上流と下流のイントロンとともにmRNAには取り込まれずに切り出される、と示唆されている。
RBM10が標的とするRNAの多様性は、RBM10が酸化的リン酸化などの代謝過程や、細胞増殖、アポトーシス、細胞接着、アクチン/細胞骨格の再構成などに関連したさまざまな経路、そしてがんや神経変性疾患など多様な疾患に関わることを示唆する。こうしたデータやRBM10の普遍的発現は、RBM10は細胞の基本的構成要素でありさまざまな細胞過程に関わることを示している。選択的スプライシングの調節に加え、RBM10は他の反応にも関与する。例えば心臓の抗肥大調節因子pre-mRNAのポリアデニル化反応におけるSTARポリ(A)ポリメラーゼの共調節因子としての作用、あるいはアンジオテンシンII受容体（ATR）mRNAの3' UTRへの結合によるATR mRNAの安定化、let-7g miRNA前駆体への会合によるlet-7g miRNA生合成の調節、p53の負の調節因子であるMDM2との結合によるp53の安定化、細胞周期の停止、そして抗ウイルス反応への関与などが示されている。
RBM10は細胞核内で転写とスプライシングが起こる核質とS1-1 nuclear body（S1-1 NB）と呼ばれる膜を持たない核区画に局在する。S1-1 NBは核当たり10個から40個程度、サイズは約0.5 µmであり、細胞種や細胞条件でこれらの数値は変わる。RNAポリメラーゼIIによる転写が低下すると、S1-1 NBは核質のRBM10を隔離して大きくなり、転写の回復でRBM10とS1-1 NBは元の状態に戻る。S1-1 NBは核スペックルと部分的に重なりあうことが多く、これら核区画化領域間にスプライシング反応における密接な機能的関係性のある事を示唆する。

## 調節
メスの細胞では、2本のX染色体の1つにおいてその大部分の遺伝子がヘテロクロマチン構造となり、転写は抑制された状態になる。RBM10遺伝子にもこのX染色体の不活性化が起こる。加えて、RBM10にはその細胞内レベルを制御するその他の機構がいくつか存在する。選択的スプライシングによりRBM10はエクソン6または12を除去し、過剰発現時にpre-mRNAレベルを自己調節する。ここではこれらエクソンの除去（スキッピング）に伴い、翻訳終止コドンが転写体内部に導入され、生じた転写産物はNMD（nonsense-mediated mRNA decay）の機構で分解・処理される。また、RNAポリメラーゼIIの転写減少時にはRBM10はS1-1 NBへ隔離される。さらに、RBM10は翻訳後修飾を受ける。さまざまな刺激や細胞環境の変化に応答して多くの部位がリン酸化される（UniProtKB-P98175; PhosphoSitePlus RBM10）。またユビキチン化や、アセチル化、そしてメチル化も起こる。

## 臨床的意義
RBM10の変異はヒトのさまざまな疾患に関連する。RBM10の変異が引き起こす表現型は発生段階や組織によって異なる。その典型的な例は多様な発生奇形を特徴とする新生児のTARP症候群や成人の肺腺がんや膀胱がんなどのさまざまながんに見られる。これらの疾患は女性よりも男性に一般的である。細胞内のRBM10遺伝子のコピー数の違い（男性は1つ、女性は2つ）がその理由の1つと考えられる。RBM10の変異は分子全体にわたって生じ、疾病に関わるそれらの多くは分子機能が欠落あるいは減少するヌル変異であることが多い。TARP症候群は一般的に出生前後に致死となるが、11歳、14歳、28歳の患者も報告されている。RBM10の変異は腎臓がん、膵臓がん、大腸がん、甲状腺がん、乳がん、胆管がん、前立腺がん、そして髄膜腫やアストロブラストーマの脳腫瘍などのがんでも同定されている。
NUMBは、最もよく研究されたRBM10の下流エフェクターである。RBM10はNUMB転写産物のエクソン9のスキッピングを促進し、生じたNUMBアイソフォームはNotch受容体のユビキチン化とこれに続くプロテアソームによる分解を誘導してNotchシグナリング（細胞増殖経路）を阻害する。さまざまながんにおいて、RBM10の選択的スプライシング調節活性が不活性化したり低下する変異では、NUMBはエクソン9の配列の残ったアイソフォームとなり、その結果Notch経路は阻害されずにがん細胞の増殖が促進する。
RBM10は細胞増殖を抑制し、アポトーシスを促進する。したがって、RBM10は一般的にがん抑制因子と考えられる。しかしながら、細胞の構成要素や細胞経路の活性の異なる細胞環境下に、RBM10は発がんプロモーターまたは増殖促進因子として作用する可能性がある。この典型例は膵管腺がん（PDAC）患者に見られる。このがんの一般的な5年生存率は7–8%未満であるが、RBM10に変異を有する患者では、顕著に高い生存率が示されている。

## パラログとスプライシングネットワーク
RBM5とRBM6はRBM10のパラログ（ゲノム進化の過程で遺伝子重複によって生じた遺伝子群）である。これらは一般的にがん抑制因子として機能し、変異は肺がんにしばしば同定される。RBM5、RBM6、RBM10はいずれも選択的スプライシングを調節し、一般的に異なるRNAに作用する。しかしながら特定のケースでは、同じRNAに作用し、相乗的または拮抗的な作用をつくり出す。RBM5とRBM10には交差調節（crossーregulation）が働き、RBM10は選択的スプライシングとこれに共役したNMDによってRBM5転写体のレベルを減少させる。さらに、RBM10レベルの変動（ノックダウンや過剰発現）は、RBM5を含む複数のスプライシング調節因子に起こるスプライシングに変化を引き起こし、またRBM10自身を含む他のスプライシング調節因子の発現にも大きく影響する。さらにRBM10の一次転写体は、未同定のスプライシング調節因子によるいくつかの選択的スプライシングを受け、複数のアイソフォームを作り出す。これらのデータは、RBM5、RBM6、RBM10、そしてその他のスプライシング調節因子の間に選択的スプライシング反応のネットワークが作動することを示している。

## 関連文献
- “Oligo-capping: a simple method to replace the cap structure of eukaryotic mRNAs with oligoribonucleotides”. Gene 138 (1–2):  171–4. (January 1994). doi:10.1016/0378-1119(94)90802-8. PMID 8125298.
- “Construction and characterization of a full length-enriched and a 5'-end-enriched cDNA library”. Gene 200 (1–2):  149–56. (October 1997). doi:10.1016/S0378-1119(97)00411-3. PMID 9373149.
- “DNA cloning using in vitro site-specific recombination”. Genome Research 10 (11):  1788–95. (November 2000). doi:10.1101/gr.143000. PMC 310948. PMID 11076863.
- “Toward a catalog of human genes and proteins: sequencing and analysis of 500 novel complete protein coding human cDNAs”. Genome Research 11 (3):  422–35. (March 2001). doi:10.1101/gr.GR1547R. PMC 311072. PMID 11230166.
- “Regulation of alternative splicing by SRrp86 and its interacting proteins”. Molecular and Cellular Biology 23 (21):  7437–47. (November 2003). doi:10.1128/MCB.23.21.7437-7447.2003. PMC 207616. PMID 14559993.
- “Large-scale characterization of HeLa cell nuclear phosphoproteins”. Proceedings of the National Academy of Sciences of the United States of America 101 (33):  12130–5. (August 2004). Bibcode: 2004PNAS..10112130B. doi:10.1073/pnas.0404720101. PMC 514446. PMID 15302935.
- “Phosphoproteomic analysis of the developing mouse brain”. Molecular & Cellular Proteomics 3 (11):  1093–101. (November 2004). doi:10.1074/mcp.M400085-MCP200. PMID 15345747.
- “From ORFeome to biology: a functional genomics pipeline”. Genome Research 14 (10B):  2136–44. (October 2004). doi:10.1101/gr.2576704. PMC 528930. PMID 15489336.
- “Towards a proteome-scale map of the human protein-protein interaction network”. Nature 437 (7062):  1173–8. (October 2005). Bibcode: 2005Natur.437.1173R. doi:10.1038/nature04209. PMID 16189514.
- “The LIFEdb database in 2006”. Nucleic Acids Research 34 (Database issue):  D415-8. (January 2006). doi:10.1093/nar/gkj139. PMC 1347501. PMID 16381901.
- “Positive correlation between the expression of X-chromosome RBM genes (RBMX, RBM3, RBM10) and the proapoptotic Bax gene in human breast cancer”. Journal of Cellular Biochemistry 97 (6):  1275–82. (April 2006). doi:10.1002/jcb.20725. PMID 16552754.
- “Global, in vivo, and site-specific phosphorylation dynamics in signaling networks”. Cell 127 (3):  635–48. (November 2006). doi:10.1016/j.cell.2006.09.026. PMID 17081983.